# 村山翠
村山 翠（むらやま みどり、1993年7月1日 - ）は、日本の女子バスケットボール選手である。ニックネームはショウ。ポジションはセンターフォーワード。千葉県出身。日立ハイテク クーガーズ所属。

## 来歴
飯山満スーパーキッズでバスケを始め、二宮中学校、昭和学院高校に進みインターハイ・ウィンターカップ出場。
専修大学進学後もインカレで6位を経験。
卒業後、富士通に入社。
2017年、ユニバーシアード日本代表で主将を務め銀メダル獲得に導いた。
2020年オフ、日立ハイテクへ移籍。

## 経歴
- 昭和学院高 - 専修大 - 富士通（2016年〜2020年） - 日立ハイテク（2020年-）

## 日本代表歴
- 2017ユニバーシアード